# Alkalurops
Alkalurops (mu Bootis) is een drievoudig stersysteem in het sterrenbeeld Ossenhoeder (Boötes). Mu Boötis A is een type F subreus op 116 lichtjaar.